# Censo de los Estados Unidos de 1960
El censo de los Estados Unidos de 1960 es el décimo octavo censo realizado en Estados Unidos. Se llevó a cabo el 1 de abril de 1960 y dio como resultado una población de 179 323 175 habitantes. Debido a la regla de los 72 años, los datos personales de este censo serán públicos en 2032.

## Realización
La Oficina del Censo de los Estados Unidos recolectó los siguientes datos de todos los habitantes del país:
- Nombre
- Relación con el jefe de familia
- Sexo
- Raza o color
- Fecha de nacimiento
- Estado marital
- Lugar de nacimiento
- En caso de ser extranjero, informar su lengua materna
- Lugar de nacimiento de su padre y de su madre
- Informar cuanto tiempo lleva residiendo en su actual vivienda
- Informar si vivía en otro lugar cinco años antes del censo
- Informar su máximo grado de escolaridad y si lo concluyó
- Informar si ha asistido a la escuela en los últimos dos meses y si era una escuela pública o privada
- Informar si ha estado casado y cuantas veces
- Informar el mes y año del primer matrimonio
- Si es mujer, informar cuantos hijos ha tenido

En el censo se incluyó una lista de preguntas adicionales para los nacidos antes de abril de 1946 referentes al trabajo y también se añadieron una serie de preguntas sobre vivienda.

## Resultados

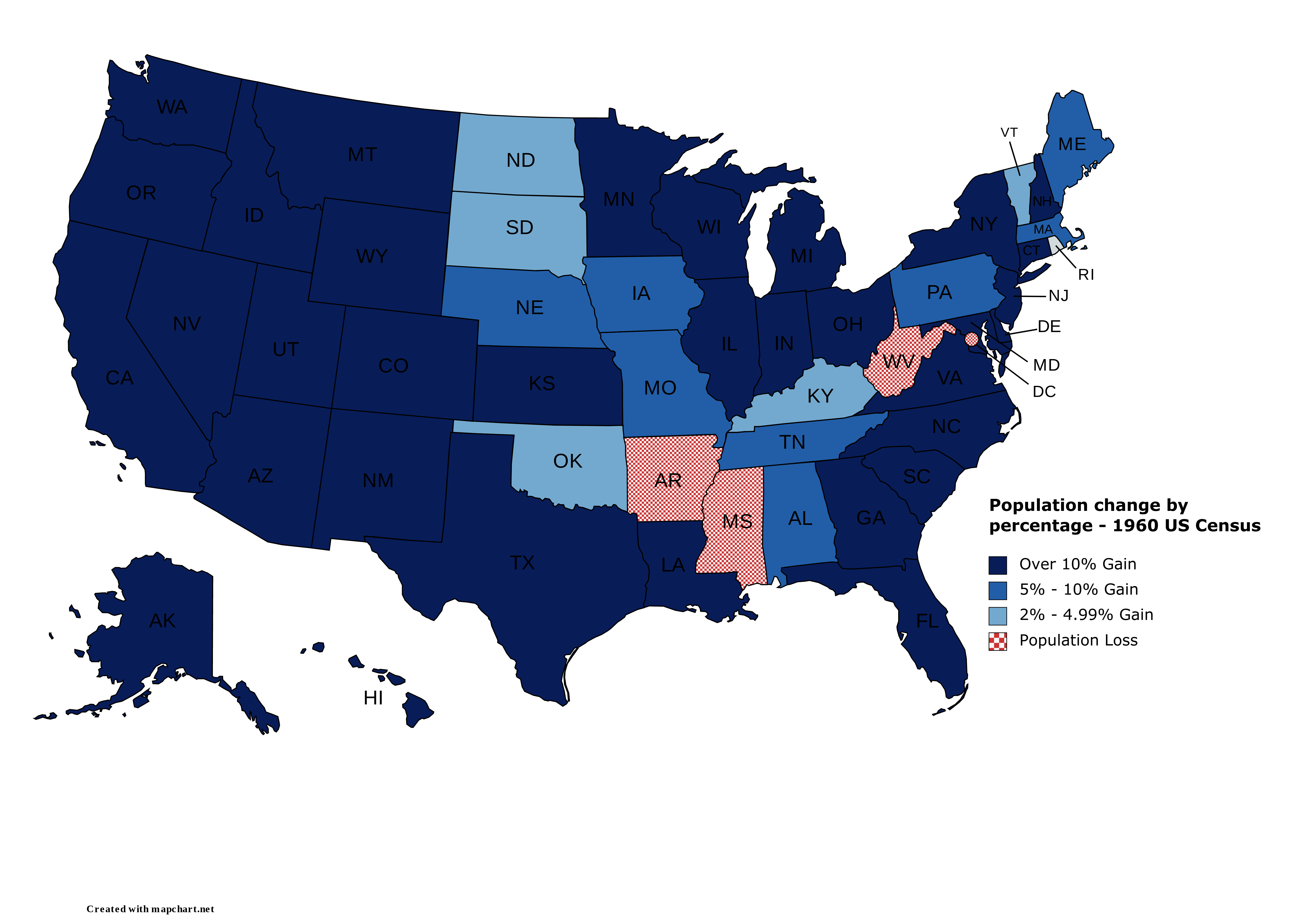
Cambios de población por estado respecto al censo anterior.

| Posición | Estado               | Población   |
| -------- | -------------------- | ----------- |
| 1        | Nueva York           | 16 782 304  |
| 2        | California           | 15 717 204  |
| 3        | Pensilvania          | 11 319 366  |
| 4        | Illinois             | 10 081 158  |
| 5        | Ohio                 | 9 706 397   |
| 6        | Texas                | 9 579 677   |
| 7        | Míchigan             | 7 823 194   |
| 8        | Nueva Jersey         | 6 066 782   |
| 9        | Massachusetts        | 5 148 578   |
| 10       | Florida              | 4 951 560   |
| 11       | Indiana              | 4 662 498   |
| 12       | Carolina del Norte   | 4 556 155   |
| 13       | Misuri               | 4 319 813   |
| 14       | Virginia             | 3 966 949   |
| 15       | Wisconsin            | 3 951 777   |
| 16       | Georgia              | 3 943 116   |
| 17       | Tennessee            | 3 567 089   |
| 18       | Minnesota            | 3 413 864   |
| 19       | Alabama              | 3 266 740   |
| 20       | Luisiana             | 3 257 022   |
| 21       | Maryland             | 3 100 689   |
| 22       | Kentucky             | 3 038 156   |
| 23       | Washington           | 2 853 214   |
| 24       | Iowa                 | 2 757 537   |
| 25       | Connecticut          | 2 535 234   |
| 26       | Carolina del Sur     | 2 382 594   |
| 27       | Oklahoma             | 2 328 284   |
| 28       | Kansas               | 2 178 611   |
| 29       | Misisipi             | 2 178 141   |
| 30       | Virginia Occidental  | 1 860 421   |
| 31       | Arkansas             | 1 786 272   |
| 32       | Oregón               | 1 768 687   |
| 33       | Colorado             | 1 753 947   |
| 34       | Nebraska             | 1 411 330   |
| 35       | Arizona              | 1 302 161   |
| 36       | Maine                | 969 265     |
| 37       | Nuevo México         | 951 023     |
| 38       | Utah                 | 890 627     |
| 39       | Rhode Island         | 859 488     |
| 40       | Distrito de Columbia | 763 956     |
| 41       | Dakota del Sur       | 680 514     |
| 42       | Montana              | 674 767     |
| 43       | Idaho                | 667 191     |
| 44       | Hawái                | 632 772     |
| 45       | Dakota del Norte     | 632 446     |
| 46       | Nuevo Hampshire      | 606 921     |
| 47       | Delaware             | 446 292     |
| 48       | Vermont              | 389 881     |
| 49       | Wyoming              | 330 066     |
| 50       | Nevada               | 285 278     |
| 51       | Alaska               | 226 167     |
| Total    | Total                | 179 323 175 |

## Ciudades más pobladas
| Posición | Ciudad        | Estado               | Población |
| -------- | ------------- | -------------------- | --------- |
| 1        | Nueva York    | Nueva York           | 7 781 984 |
| 2        | Chicago       | Illinois             | 3 550 404 |
| 3        | Los Ángeles   | California           | 2 479 015 |
| 4        | Filadelfia    | Pensilvania          | 2 002 512 |
| 5        | Detroit       | Míchigan             | 1 670 144 |
| 6        | Baltimore     | Maryland             | 939 024   |
| 7        | Houston       | Texas                | 938 219   |
| 8        | Cleveland     | Ohio                 | 876 050   |
| 9        | Washington    | Distrito de Columbia | 763 956   |
| 10       | San Luis      | Misuri               | 750 026   |
| 11       | Milwaukee     | Wisconsin            | 741 324   |
| 12       | San Francisco | California           | 740 316   |
| 13       | Boston        | Massachusetts        | 697 197   |
| 14       | Dallas        | Texas                | 679 684   |
| 15       | Nueva Orleans | Luisiana             | 627 525   |
| 16       | Pittsburgh    | Pensilvania          | 604 332   |
| 17       | San Antonio   | Texas                | 587 718   |
| 18       | San Diego     | California           | 573 224   |
| 19       | Seattle       | Washington           | 557 087   |
| 20       | Búfalo        | Nueva York           | 532 759   |